# Pardosa jambaruensis
Pardosa jambaruensis là một loài nhện trong họ Lycosidae.
Loài này thuộc chi Pardosa. Pardosa jambaruensis được Hozumi Tanaka miêu tả năm 1990.

## Hình ảnh

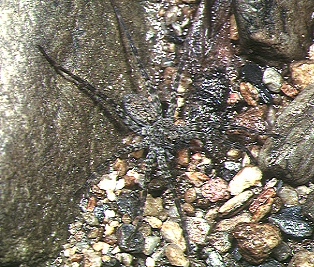